# Martigny-Combe
Martigny-Combe är en kommun i distriktet Martigny i kantonen Valais, Schweiz. Kommunen hade 2 332 invånare (2023).
Kommunen består av orten Martigny-Croix och ett antal mindre byar.